# Chris Dunk
Chris Dunk, né le 23 janvier 1958 à San Francisco, est joueur de tennis américain, professionnel entre 1980 et 1986.
Passé professionnel en 1980 après avoir fait des études à l'Université de Californie à Berkeley, il a surtout joué en double et a obtenu pour meilleurs résultats un quart de finale à Wimbledon en 1982 et à Roland-Garros en 1984. Il a remporté deux tournois ATP en 1981 sur cinq finales jouées. Reconverti dans les affaires, il a fondé deux compagnies spécialisées dans les télécommunications.

## Palmarès

### Titres en double messieurs
| No | Date       | Nom et lieu du tournoi                   | Catégorie       | Dotation | Surface      | Partenaire    | Finalistes               | Score    |  |
| -- | ---------- | ---------------------------------------- | --------------- | -------- | ------------ | ------------- | ------------------------ | -------- |  |
| 1  | 23-02-1981 | Mexico City Mexico                       | GP World Series | 75 000 $ | Terre (ext.) | Marty Davis   | John Alexander Ross Case | 6-3, 6-4 |  |
| 2  | 02-11-1981 | Tournoi de tennis de Hong Kong Hong Kong |                 | 75 000 $ | Dur (ext.)   | Chris Mayotte | Marty Davis Brad Drewett | 6-4, 7-6 |  |

### Finales en double messieurs
| No | Date       | Nom et lieu du tournoi                      | Catégorie | Dotation  | Surface         | Vainqueurs                       | Partenaire    | Score          |  |
| -- | ---------- | ------------------------------------------- | --------- | --------- | --------------- | -------------------------------- | ------------- | -------------- |  |
| 1  | 08-03-1982 | Tournoi de tennis de Bruxelles Bruxelles    |           | 250 000 $ | Moquette (int.) | Pavel Složil Sherwood Stewart    | Tracy Delatte | 6-4, 6-7, 7-5  |  |
| 2  | 20-09-1982 | Transamerica Open San Francisco             |           | 200 000 $ | Moquette (int.) | Fritz Buehning Brian Teacher     | Marty Davis   | 65-7, 6-2, 7-5 |  |
| 3  | 06-08-1984 | Society Bank Western Open Champ's Cleveland |           | 75 000 $  | Dur (ext.)      | Francisco González Matt Mitchell | Marty Davis   | 7-6, 7-5       |  |